# Rückentrage

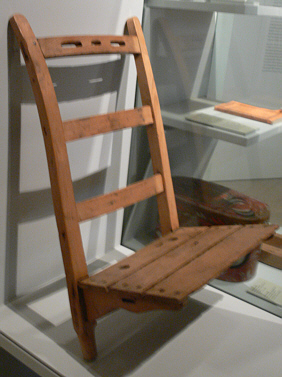
Rückentrage aus Württemberg, 2. Hälfte des 19. Jahrhunderts

Eine Rückentrage ist eine Vorrichtung, mit der ein Mensch Waren oder landwirtschaftliche Produkte auf seinem Rücken transportieren kann.
Bis Ende des 19. Jh. waren Rückentragen ein wichtiges Transportmittel für Hausierer, Buckelkrämer und Kolporteure sowie in der Landwirtschaft. Beruflich waren unter anderem Uhrenträger und Glasträger auf Rückentragen angewiesen.
Regional sind für bestimmte Typen von Rückentragen die Begriffe Kiepe (für einen auf dem Rücken getragenen Korb), Kötze und Reff gebräuchlich. In Bayern wird eine Rückentrage (inklusive Korb) Kraxe oder Buckelkraxe genannt, einer Kiepe entspricht die Kürbe.

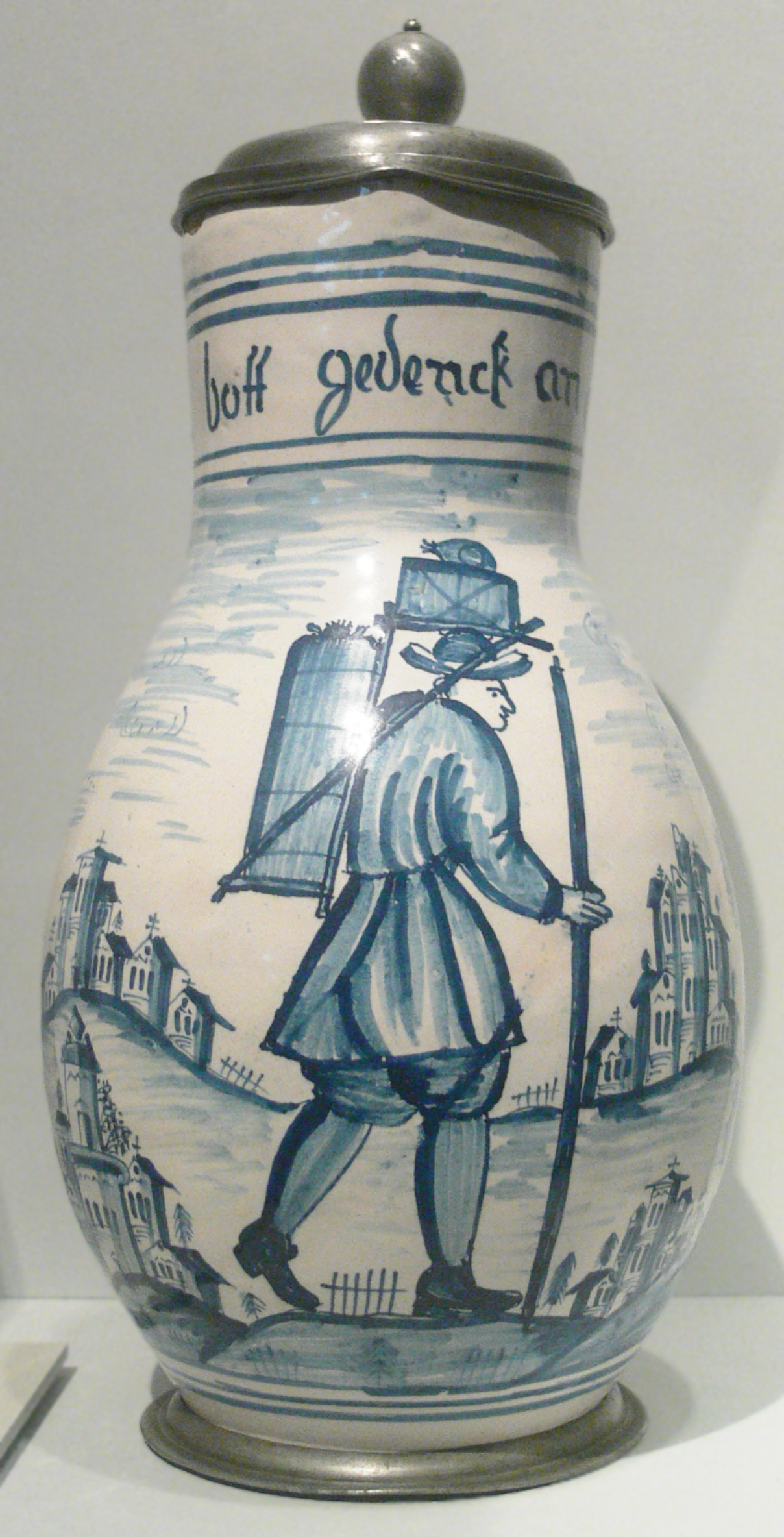
Kanne mit dem Bild eines Hausierers oder Boten, um 1747
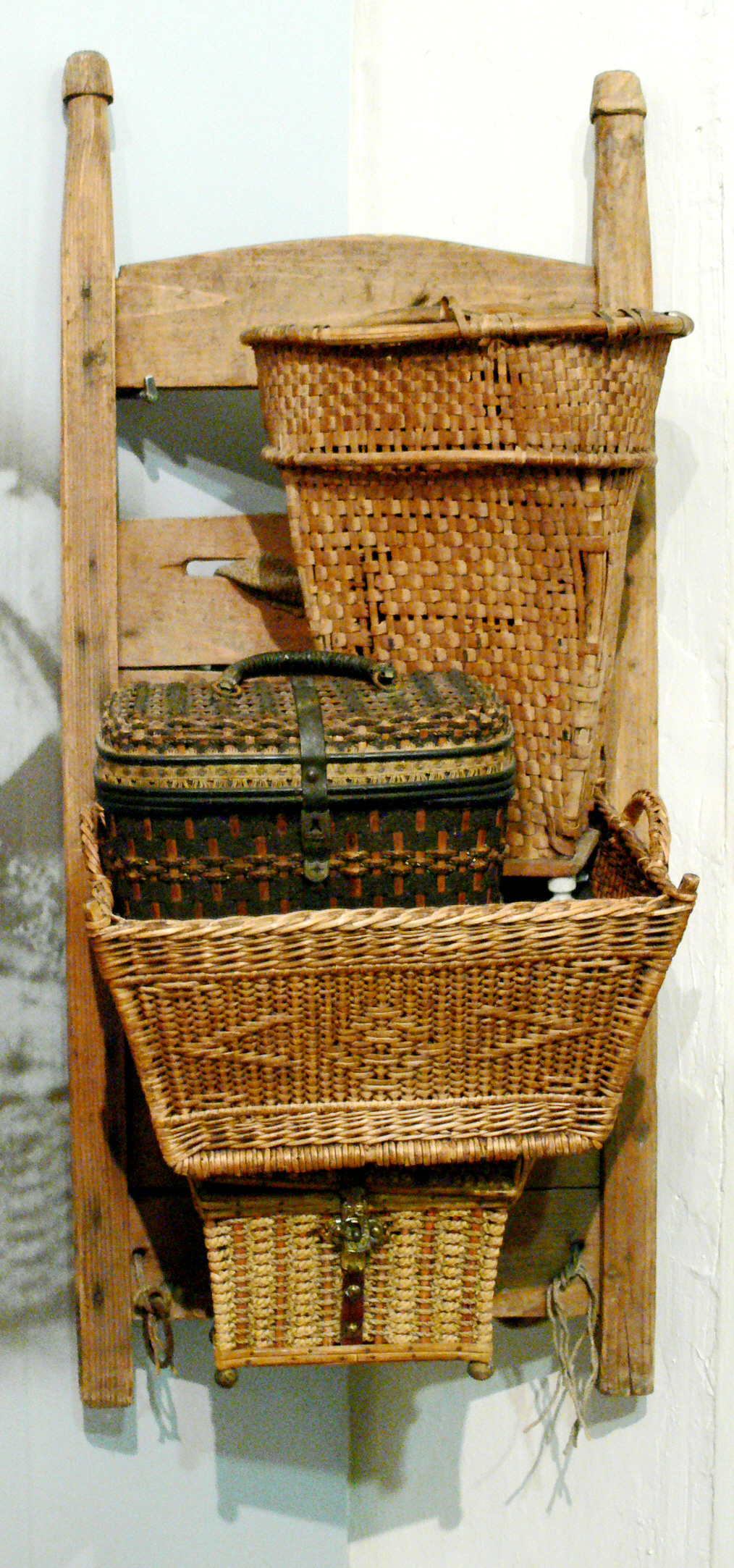
„Reff“ aus Schmerbach/Thüringen, Ende 19. Jh.
Frau mit Leseholz in der Kötze, Gegend von Klingenberg am Main um 1900
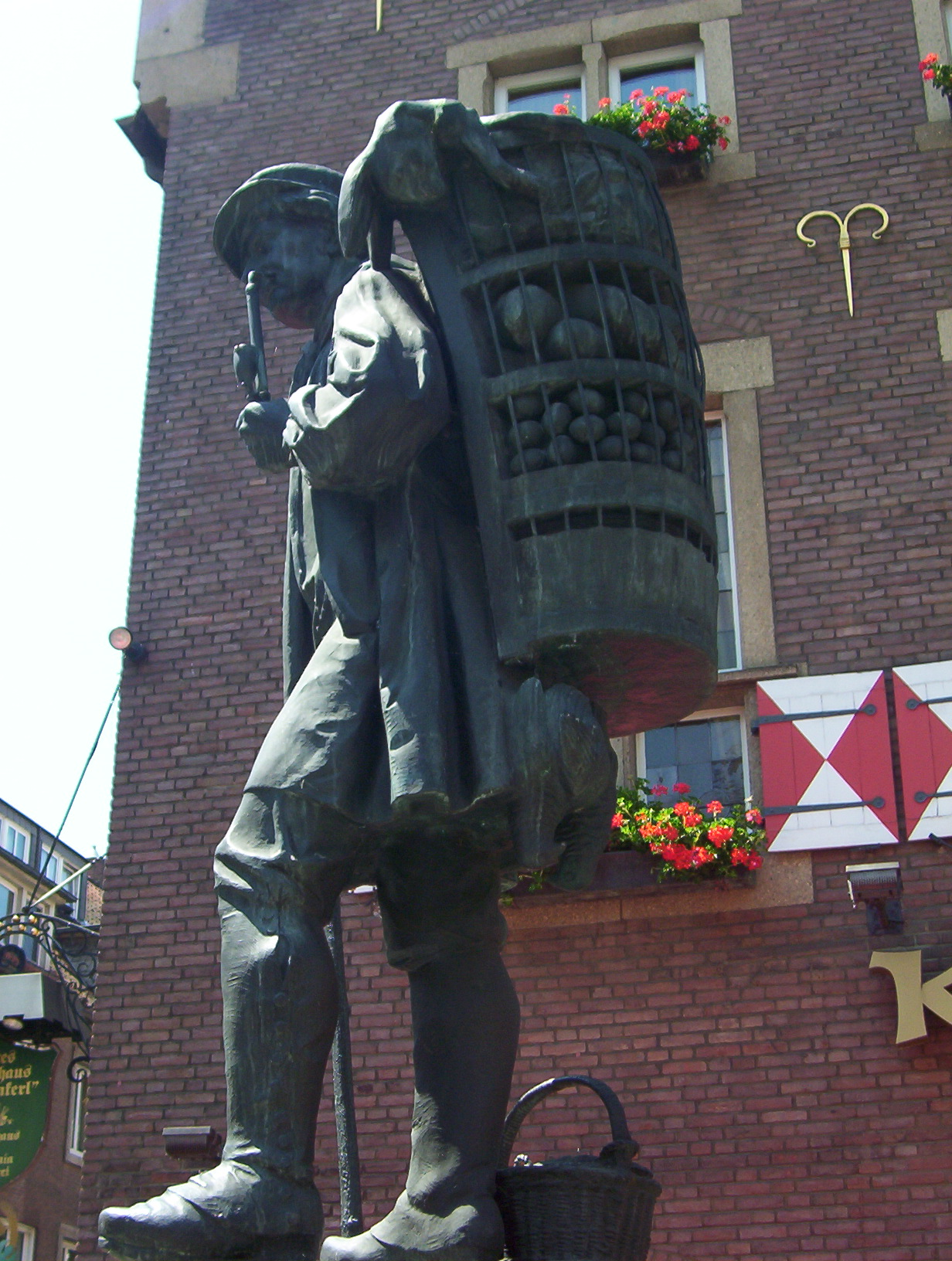
Der Kiepenkerl mit einer korbartigen Trage
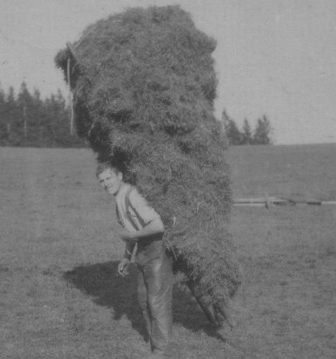
Heutransport mit der Krätze im Schwarzwald um 1900
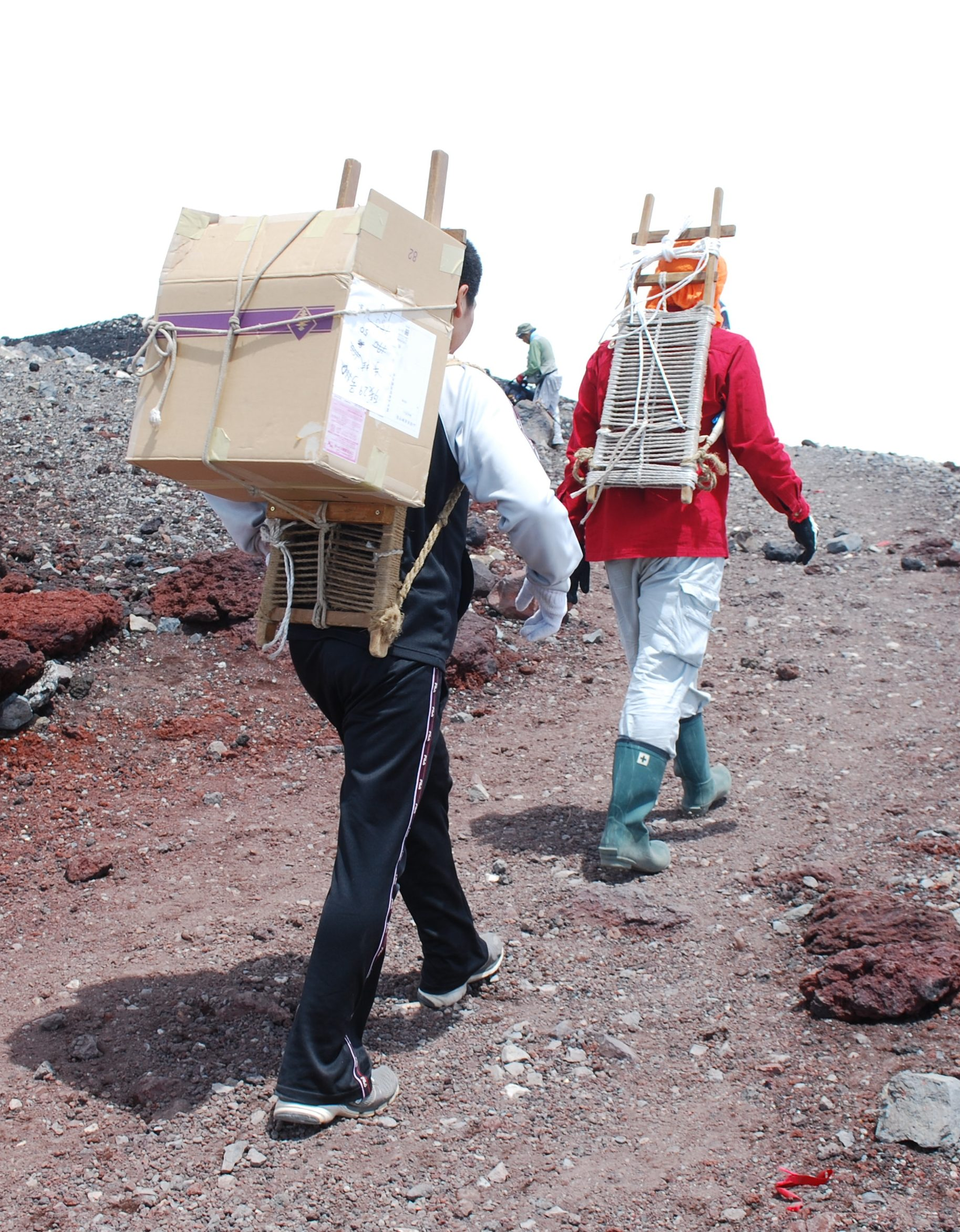
Japanische Holztrage
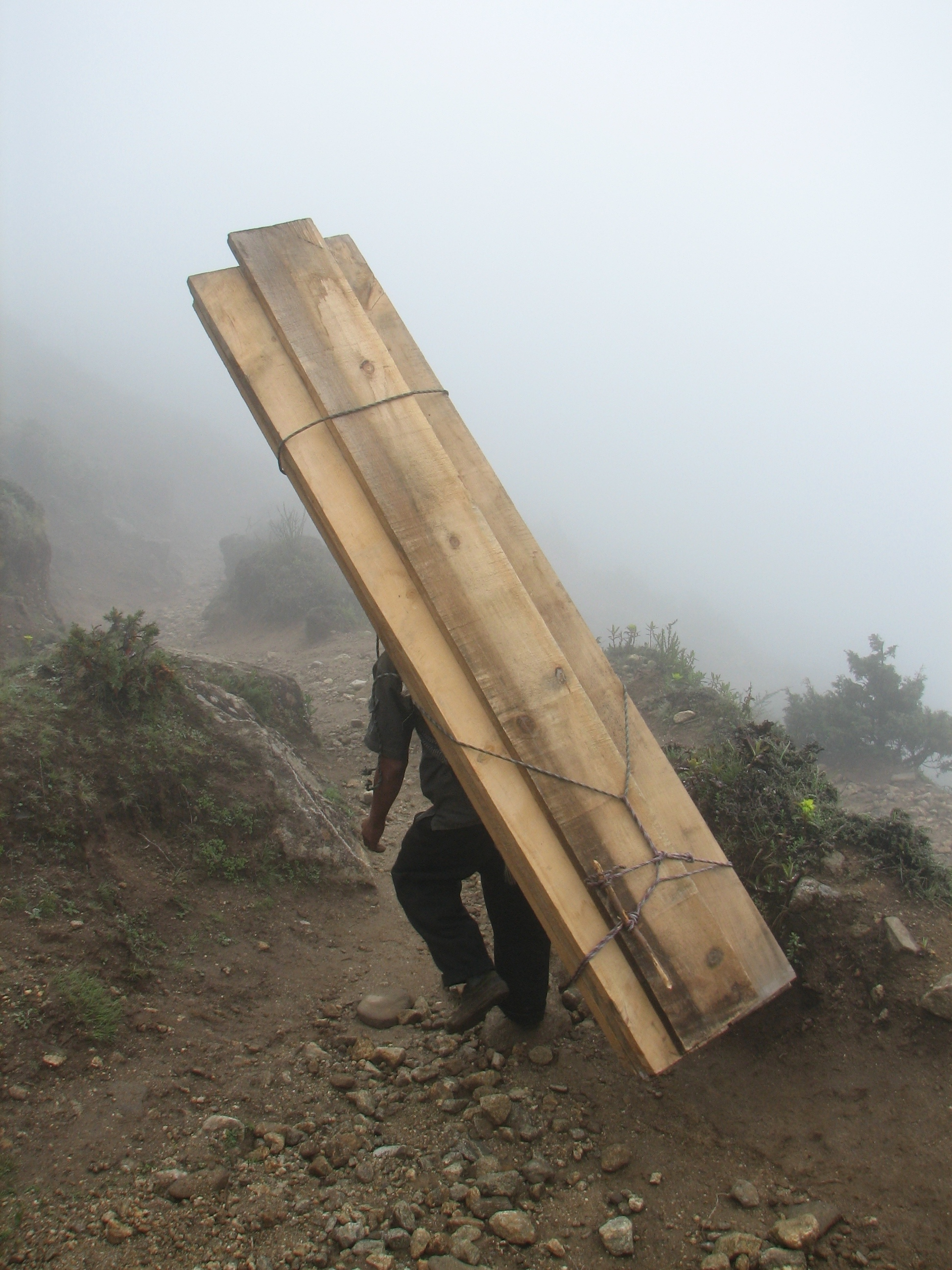
Ein Sherpa beim Holztransport in den Bergen
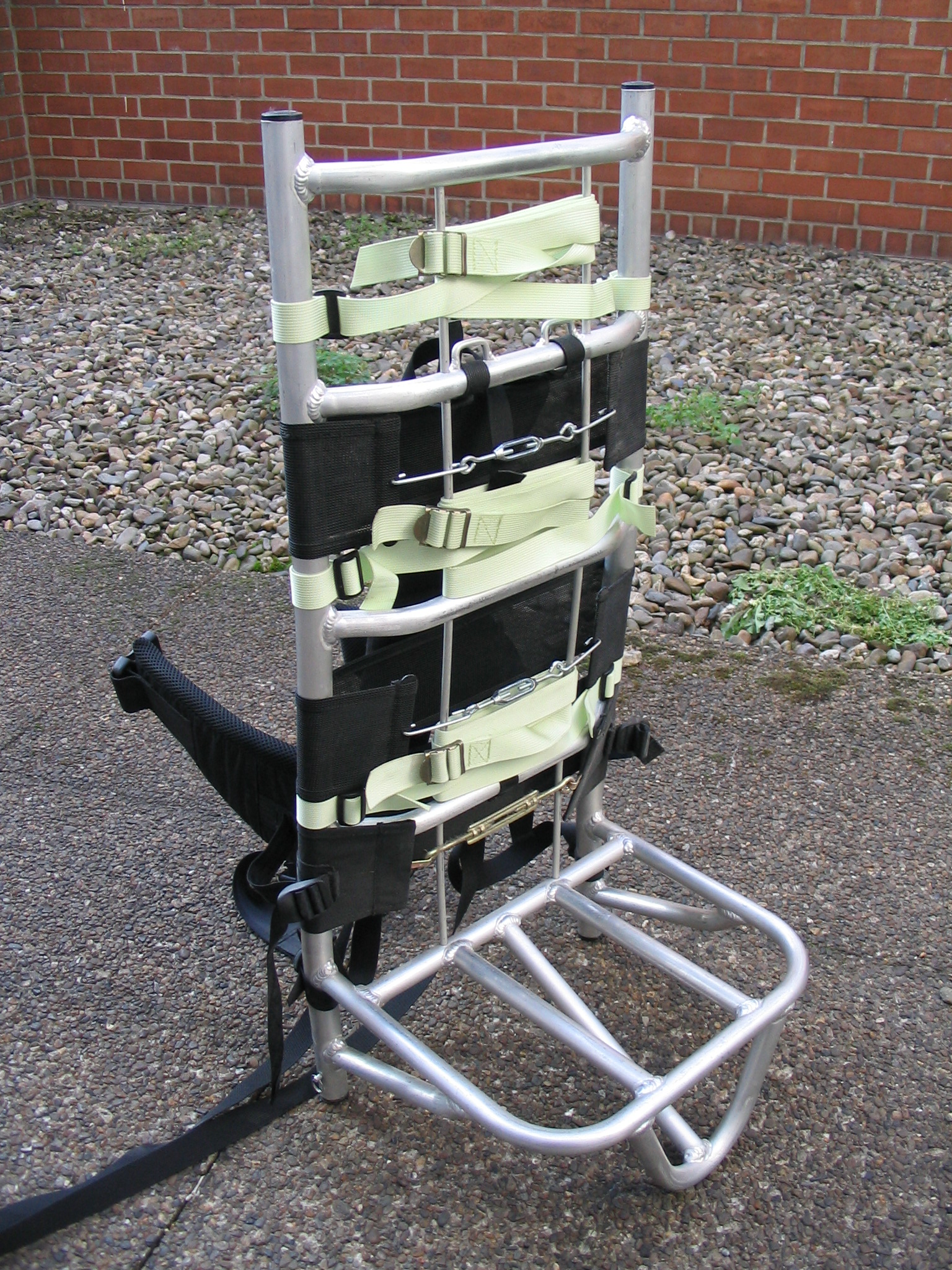
Modernes Tragegestell der französischen Feuerwehr aus Aluminium
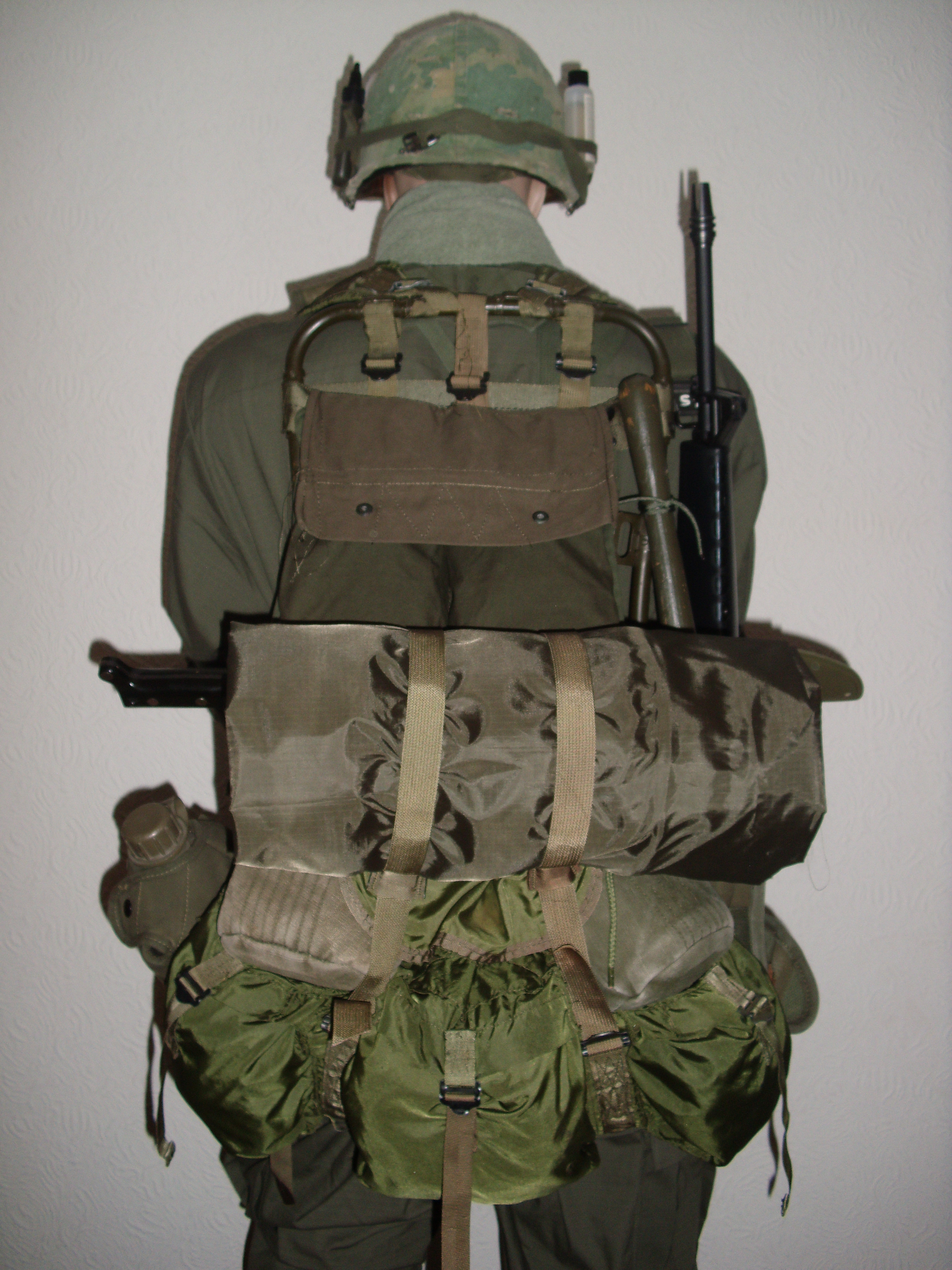
Militärische Version als Rucksacktragegestell
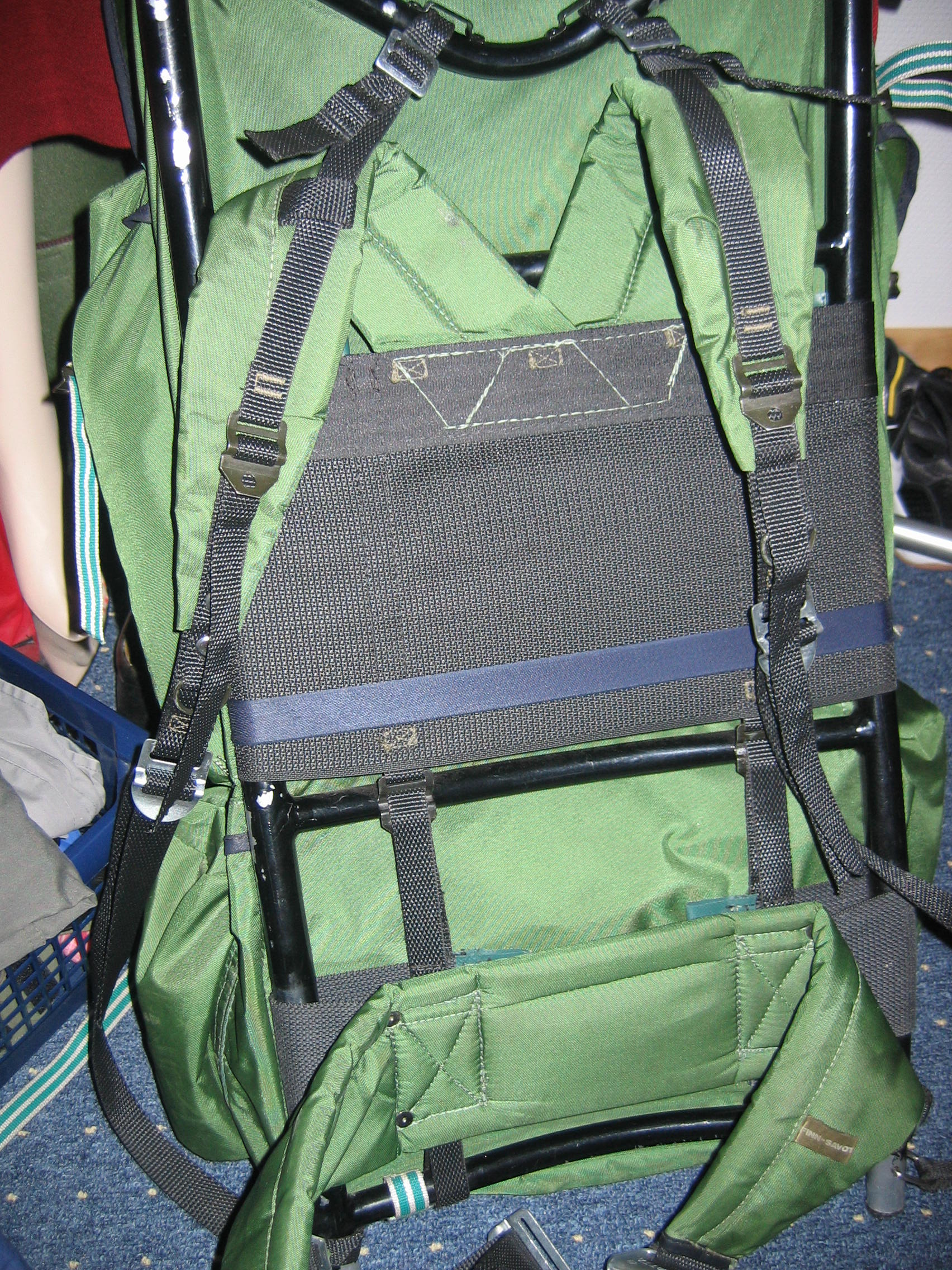
Rucksackuntergestell von der Rückenseite